# Estadio corazón (embriogénesis vegetal)
El estadio corazón, en la embriogénesis vegetal, es un proceso durante el cual se continúa la diferenciación celular e inicia la elongación de los cotiledones (o cotiledón en monocotiledóneas), que a su vez define la condición bilateral del embrión. Esta etapa en el proceso de desarrollo adquiere su nombre debido a la forma alongada de los cotiledones sobre la porción central del embrión en dicotiledóneas.

## Etapas

### Temprana
En las primeras etapas del estadio corazón, además de continuar el crecimiento polarizado, inician principalmente la elongación y distinción de los cotiledones. A medida que avanza el crecimiento polarizado, el protodermo (tejidos inmaduros de la epidermis) se comienza a diferenciar, y la delimitación del meristemo apical y radicular se hace evidente; adicionalmente, en la parte más interna se forman, el procambio, y el tejido base que darán origen al tejido vascular, y al cortex y la medula respectivamente. Siguiendo este lineamiento, ocurren modificaciones en las paredes celulares dependiendo del tipo de función que ejercerán cada grupo de células.

#### Dicotiledóneas
Durante el estadio, la composición del embrión se divide en tres partes: cotiledones (hojas embrionarias), epicótilo (contiene el tejido que será el meristema apical) e hipocótilo (porción que dará origen al meristema radicular).
El meristema apical (epicótilo), que formará todas las estructuras posembrionarias por encima de los cotiledones, se encuentra ubicado en la porción superior entre los cotiledones; mientras el meristema radicular (hipocotilo), de la cual se desarrollaran las estructuras debajo de los cotiledones como la raíz o rizomas, se halla junto al tejido que compone el suspensor.

#### Monocotiledóneas
Debido a la aparición de un solo cotiledón, el meristema apical se desarrolla paralelo y lateral al escutelo (único cotiledón alargado) que se mantiene erecto durante su crecimiento en la mayoría de especies. En Gramineae (poales), aunque siguen el mismo patrón que el resto de las mocotiledóneas, se produce un embrión muy particular. Se compone de un escueto, un epicotilo con el meristema apical cubierto por varios primordios de hoja denominados coleoptilo, y un hipocotilo con el meristema radicular (con un primordio de radícula) cubierto por una cobertura denominada coleoriza.

### Tardía
Durante esta última etapa el embrión termina casi en su totalidad el proceso de diferenciación celular y continua el crecimiento polarizado. La elongación permite mayor distinción de los cotiledones que forman progresivamente la estructura corazón (en dicotiledóneas).
En la transición del estadio corazón al estadio torpedo, se mantiene la misma estructura del tejido, por lo que esta etapa es caracterizada por el inicio de la diferenciación del tejido vascular, y la acumulación intracelular (en cotiledones) de sustancias nutritivas (carbohidratos, lípidos y proteínas).

## Fundamento molecular
Estudios han considerado que el gen PEI1, promueve un factor de trascripción que permite la transición de estadio globular a estadio corazón; es decir, se encuentra vinculado con la diferenciación de los cotiledones. También, en la mutación topless-1 se ha observado un impedimento en el desarrollo de los cotiledones, y aunque en este caso sí se promueve el crecimiento del embrión, en sus ejes apical y radicular se forman regiones especificadas para meristema radicular; en otras palabras, en ambos ejes se promueve el desarrollo de raíz. Otra mutación, denominada shoot meristemless (STM) bloquea en su totalidad el desarrollo de meristema apical. De este modo, parece afectar varios genes que codifican para factores de trascripción que mantienen la pluripotencia del meristema apical en su estado adulto. Los genes implicados en las mutaciones topless-1 y shoot meristemless no se han sido totalmente identificados. 
Por otro lado, experimentos realizados sobre embriones en estadios tempranos, han considerado que la ausencia de suspensor no permite el desarrollo del embrión hasta el estadio corazón; según se teoriza, debido a que esta estructura produce hormonas (como por ejemplo giberelinas) necesarias para la continuación del desarrollo embrionario. 
Así mismo, ha sido observado que la condición bilateral, establecida entre el estadio globular y estadio de corazón, se mantiene durante el desarrollo por la aparición de auxinas. La concentración de auxinas ha sido también considera como un factor importante en las diferencias entre el desarrollo de dicotiledóneas y monocotiledóneas; además, puede ser considerada la aparición de estructuras como coleptilo y coleorizas producto indirecto de esta molécula. La molécula de la auxina es reconocida por causar cambio en la expresión de genes al promover degradación de proteínas reguladoras de trascripción como las AUX/IAA. Esta acción es reconocida durante la diferenciación entre los ejes apical y radicular de la planta en el estadio corazón. De este modo, genes como Monopteros, que promueve la diferenciación del hipocotilo y la región del meristema radicular, son afectados por la concentración diferenciada de auxina en las distintas regiones del embrión.